# Vibe (comics)
Pour les articles homonymes, voir Vibe.
Vibe est un super-héros américain appartenant à l'éditeur DC Comics.

## Biographie
Paco Ramone ou Francisco Cisco Ramon devient Vibe peu de temps après la dissolution de la première ligue des Justiciers par
Aquaman. Il a la capacité d'émettre des ondes de choc dévastatrices contre ses adversaires.

### Dans la série téléviséeThe Flash
Cisco Ramon / Vibe est un des personnages principaux de la série télévisée The Flash, entre 2014 et 2023.

#### Enfance et famille
Francisco Ramon est originaire d'Amérique Latine. Il a grandi aux États-Unis avec ses deux parents et son grand frère, Dante. Cisco se sent mal aimé de sa famille. Sa passion pour l'ingénierie mécanique et les sciences en général n'est pas reconnue par ses parents, tandis que son grand frère Dante est adulé par sa famille grâce à ses talents de pianiste, alors qu'il n'a pas réussi à percer dans ce milieu. Il parle espagnol et anglais.

#### Personnalité
Francisco Ramon est surdoué et a un talent incontestable aux yeux de Harrison Wells. Il aime concevoir de nombreux objets et "gadgets", notamment pour aider Flash dans ses missions. Il est également capable de concevoir et de construire des armes et autres systèmes très élaborés dans le but de capturer les méta-humains criminels. C'est lui qui a créé le costume, le logo et les accessoires de Flash.
Peu confiant lorsqu'il s'agit de relations amoureuses, il est longtemps célibataire. Il a cependant entretenu un temps (saisons 4 et 5) une relation avec Cynthia / Gypsy, une collectrice méta-humaine habitant Terre-19. Décidant par la suite de reprendre sa vie sentimentale en main, il se met en couple avec Kamilla Hwang (saison 5), une photographe qui occupe un emploi de barmaid.
Son style "geek" très imaginatif, peu mature et enthousiaste, est souvent mis en avant dans la série. Il aime choisir les pseudonymes des méta-humains.

#### Activités
Cisco Ramon a été recruté par Harrison Wells pour travailler à S.T.A.R. Labs, à Central City. Cisco considère Harrison comme son mentor, et lorsque l'accélérateur de particules explose, il choisit de rester à ses côtés, tout comme son amie et collègue Caitlin Snow.
Dans le laboratoire de S.T.A.R. Labs, il recherche les causes de l'explosion du Pipeline et il conçoit et construit une arme de poing destructrice - qui sera par la suite volée puis utilisée par Leonard Snart / Captain Cold - en attendant le réveil de Barry Allen, qui est dans le coma dans les locaux de S.T.A.R. Labs.
Lorsque Barry Allen se réveille et découvre ses pouvoirs, Francisco Ramon l'aide, en compagnie de Caitlin Snow et de Harrison Wells, à se servir de sa vitesse et à l'améliorer. Ensemble, et avec d'autres personnages de la série The Flash, ils combattent les méta-humains criminels.

## Biographie Alternative
Son homologue criminel est Breakdance dans La Ligue des justiciers : Conflit sur les deux Terres.

### Dans la série téléviséeThe Flash
Sur Terre-2, une autre dimension du multivers, son double astral est Reverb, un méta-humain criminel à la solde de Zoom, prématurément assassiné par ce dernier en la présence de Cisco.

## Pouvoirs
Vibe a un pouvoir assez spécial (et peut-être même comique) qui lui permet de provoquer des ondes de chocs en faisant du break dance. Ainsi, ses ondes de chocs lui permettent de vaincre ses adversaires tout en gardant un style incroyable.

### Dans la série téléviséeThe Flash
Vibe a des visions, du passé, du présent et du futur, principalement provoquées par des poussées d'adrénaline ou par un contact physique avec un objet ou une personne. Il capte ainsi les vibrations résiduelles d'événements qui se produisent dans le multivers. Son pouvoir lui permet d'ouvrir des portails (aussi appelés "brèches") interdimensionnels et d'emmener avec lui d'autres personnes. À l'occasion d'une mission, il découvre qu'il peut également provoquer de puissantes ondes de choc, permettant ainsi d'infliger des coups à ses assaillants. Son jumeau astral de Terre-2 est Reverb, un méchant travaillant pour Zoom.
Il utilise principalement ses pouvoirs dans le cadre des missions d'arrestation de méta-humains criminels qu'il mène avec Flash et leurs amis.

## Arrowverse
Francisco Cisco Ramon (joué par Carlos Valdes) est un personnage principal de la série Flash et invité des séries Arrow, Legends of Tomorrow et Supergirl. Il est un scientifique travaillant à Star Labs, aux côtés de Harrison Wells, de Caitlin Snow, et de Barry Allen, afin de trouver et arrêter d'autres méta-humains. Il a reçu ses pouvoirs en même temps que Barry Allen et d'autres personnes quand l'accélérateur à particules d'Harrison Wells a explosé.
Il découvre ses pouvoirs plusieurs mois après l'explosion. Il peut avoir des visions du passé comme de l'avenir de la personne qu'il touche (ou un objet qui appartient à la dite personne), la peur étant le déclencheur, ainsi que des ondes de choc. Il décide de se surnommer Vibe. Il travaille aussi avec d'autres super héros comme Firestorm, Green Arrow, Hawkgirl, Hawkman, Black Canary... Il combat aux côtés de Flash différents ennemis comme Zoom, Reverse Flash, la Tortue, Gorilla Grodd ou le Trickster...
Dans un futur alternatif annulé par Flash en remontant dans le temps, il se fait tuer, transpercé par la main d'Eobard Thawne, mais il garde le souvenir de sa mort même si ce futur ne s'est pas déroulé. Il finit par tomber amoureux de Hawkgirl, qui elle-même ne connaît pas encore ses pouvoirs.
Lors d'un voyage sur la planète alternative Terre-2, il découvre son double, Reverb, qui a développé la totalité de ses pouvoirs mais meurt tué par Zoom, un autre super-sonique. De retour sur sa planète, il découvre une autre partie de ses pouvoirs aux côtés de Caitlin Snow face à Black Siren.